# Пештера (комуна)
Пештера (рум. Peștera) — комуна у повіті Констанца в Румунії. До складу комуни входять такі села (дані про населення за 2002 рік):
- Іврінезу-Маре (537 осіб)
- Іврінезу-Мік (431 особа)
- Ізвору-Маре (729 осіб)
- Ветерану (30 осіб)
- Пештера (1818 осіб) — адміністративний центр комуни

Комуна розташована на відстані 164 км на схід від Бухареста, 40 км на захід від Констанци, 138 км на південь від Галаца.

## Населення
За даними перепису населення 2002 року у комуні проживали 3545 осіб.
Національний склад населення комуни:
| Національність   | Кількість осіб | Відсоток |
| ---------------- | -------------- | -------- |
| румуни           | 3507           | 98,9%    |
| татари           | 22             | 0,6%     |
| цигани           | 10             | 0,3%     |
| росіяни-липовани | 2              | 0,1%     |
| турки            | 2              | 0,1%     |
| угорці           | 1              | < 0,1%   |
| німці            | 1              | < 0,1%   |

Рідною мовою назвали:
| Мова      | Кількість осіб | Відсоток |
| --------- | -------------- | -------- |
| румунська | 3508           | 99,0%    |
| татарська | 22             | 0,6%     |
| циганська | 11             | 0,3%     |
| турецька  | 2              | 0,1%     |
| угорська  | 1              | < 0,1%   |
| російська | 1              | < 0,1%   |

Склад населення комуни за віросповіданням:
| Релігія        | Кількість осіб | Відсоток |
| -------------- | -------------- | -------- |
| православні    | 3467           | 97,8%    |
| мусульмани     | 36             | 1,0%     |
| п'ятдесятники  | 24             | 0,7%     |
| адвентисти     | 14             | 0,4%     |
| баптисти       | 2              | 0,1%     |
| римо-католики  | 1              | < 0,1%   |
| греко-католики | 1              | < 0,1%   |